# Corona de San Eduardo

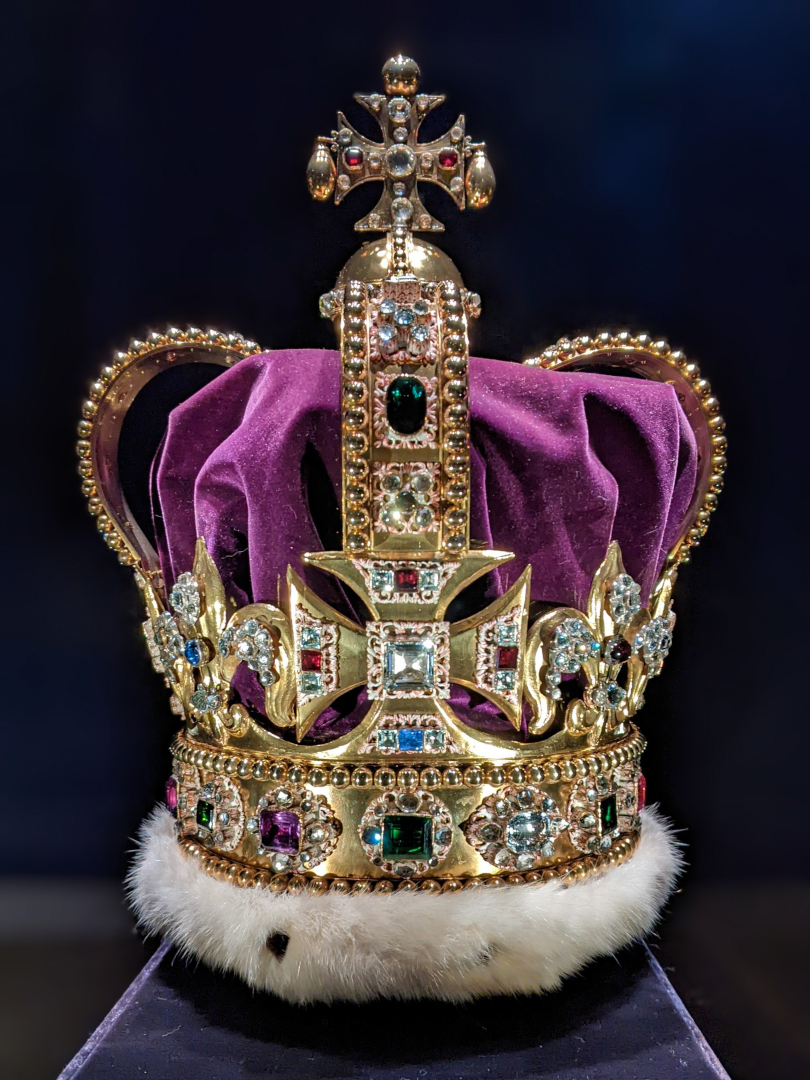
Corona de San Eduardo.

La Corona de San Eduardo o Corona de Eduardo el Confesor (en inglés: St. Edward’s Crown) es el tocado empleado en la ceremonia de coronación de los reyes de Inglaterra, por extensión del conjunto del Reino Unido en virtud de las Actas de la Unión de 1707 y de 1801. Recibe el nombre de san Eduardo Confesor.
La Corona de San Eduardo, la pieza más importante de las joyas de la Corona británica, es usada por el arzobispo de Canterbury para coronar a los monarcas del Reino Unido.
La corona actual fue elaborada para la coronación del rey Carlos II, ya que la original, realizada en el siglo XIII con motivo del traslado de los restos de Eduardo el Confesor, fue destruida durante el periodo de la Mancomunidad de Inglaterra.

## Diseño
La Corona de San Eduardo, elaborada con oro, es un círculo decorado con ocho florones con forma de cruz patada y flor de lis que se alternan y están decorados con piedras preciosas. En los florones con forma de cruz se apoyan cuatro diademas que convergen en la parte superior de la corona, rematada con un orbe sobre el que está situada otra cruz patada.
Esta joya está adornada con gemas, piedras preciosas y semipreciosas, entre las que se encuentran zafiros, turmalinas, amatistas, topacios y citrinos (cuarzo amarillento). Los bordes del círculo de la base y de cada una de las diademas están decorados con una hilera de perlas.
Esta corona pesa aproximadamente 2,23 kg.